# エルミナの戦い (1625年)
エルミナの戦い (英: Battle of Elmina 蘭: Slag bij Elmina) は、1625年10月25日にポルトガル領黄金海岸のサン・ジョルジェ・ダ・ミーナ城（エルミナ城）付近で行われたオランダ・ポルトガル戦争の軍事衝突である。オランダ西インド会社の兵士1200人（15隻からなる船団で移動）が上陸し、城のポルトガル軍守備隊を攻撃した。守備隊は、地元のカシケたちによって総督ソットマヨールに仕えていた200人のアフリカ人が加勢していた。
オランダ軍は城を砲撃して戦闘を開始した。その後、オランダ軍は城への進軍を開始したが、伏兵と化したポルトガル軍の待ち伏せ攻撃にあい、ほとんど全軍が虐殺された。この時には総司令官とその将校全員が戦死していた。ポルトガル人の死傷者はほとんどなく、旗15本、太鼓15個、さらにマスケット銃、矛、拳銃、衣服などをそれぞれ1,000余り奪った。オランダの船は、撤退する前に2,000発以上の砲弾を城へ向けて撃ち放った。